# 117381 Lindaweiland
117381 Lindaweiland este un asteroid din centura principală de asteroizi.

## Descriere
117381 Lindaweiland este un asteroid din centura principală de asteroizi. A fost descoperit pe 18 decembrie 2004 la Junk Bond Observatory de David Healy (astronom). Asteroidul prezintă o orbită caracterizată de o semiaxă mare de 2,86 ua, o excentricitate de 0,03 și o înclinație de 3,2° în raport cu ecliptica.